# 614
| [ Edytuj tabelę ]          |                             |
| Cesarz Bizancjum           | - 610 Herakliusz 641        |
| Cesarz Chin                | - 604 Sui Yangdi 618        |
| Król Essexu                | - 604 Saebert 616           |
| Król Franków               | - 584 Chlotar II 629        |
| Cesarz Japonii             | - 592 Suiko 628             |
| Król Kentu                 | - 560 Ethelbert I 616       |
| Patriarcha Konstantynopola | - 610 Sergiusz I 638        |
| Władca Korei               | - 590 Yŏngyang 618          |
| Król Longobardów           | - 590 Agilulf 616           |
| Papież                     | - 608 Bonifacy IV 615       |
| Król Persji                | - 590 Chosrow II Parwiz 628 |
| Król Wizygotów             | - 612 Sisebut 621           |

Rok 614 / DCXIV
stulecia: VI wiek ~
VII wiek ~
VIII wiek

lata: 604 «
609 «
610 «
611 «
612 «
613 «
614
» 615
» 616
» 617
» 618
» 619
» 624

## Wydarzenia
- Azja
  - Najazd wojsk perskich na Palestynę.
- Europa
  - Arnulf został biskupem Metzu
  - edykt Chlotara II pozostawiający arystokracji majątki zdobyte podczas walk między następcami Chlodwiga

## Urodzili się
- Enswida, królewna kentyjska, pierwsza ksieni w Folkestone (data sporna lub przybliżona)
- Kamatari Fujiwara (zm. 14 listopada 669) – japoński polityk okresu Asuka, arystokrata
- Hilda z Whitby, mniszka, święta Kościoła katolickiego